# Концерт для фортепіано з оркестром № 3 (Бетховен)
Концерт для фортепіано з оркестром № 3, до мінор, тв. 37 (знаний як «Прусський концерт»), який написав Людвіг ван Бетговен у 1800 році.
Концерт присвячено принцу прусському Людвігу-Фрідріху Християнові. Уперше виконано 5 квітня 1803 року у Відні.
Складається з трьох частин:
- I. Allegro con brio
- II. Largo
- III. Rondo. Allegro